# Коритна (Семельці)
45°23′ пн. ш. 18°34′ сх. д. / 45.38° пн. ш. 18.56° сх. д.
Коритна (хорв. Koritna) — населений пункт у Хорватії, в Осієцько-Баранській жупанії у складі громади Семельці.

## Населення
Населення за даними перепису 2011 року становило 910 осіб.
Динаміка чисельності населення поселення:

## Клімат
Середня річна температура становить 11,06 °C, середня максимальна – 25,48 °C, а середня мінімальна – -6,20 °C. Середня річна кількість опадів – 687 мм.
| Клімат поселення                              | Клімат поселення | Клімат поселення | Клімат поселення | Клімат поселення | Клімат поселення | Клімат поселення | Клімат поселення | Клімат поселення | Клімат поселення | Клімат поселення | Клімат поселення | Клімат поселення | Клімат поселення |
| Показник                                      | Січ.             | Лют.             | Бер.             | Квіт.            | Трав.            | Черв.            | Лип.             | Серп.            | Вер.             | Жовт.            | Лист.            | Груд.            |                  |
| Середній максимум, °C                         | 5,77             | 8,00             | 12,69            | 17,27            | 22,39            | 25,48            | 25,30            | 24,99            | 20,99            | 15,45            | 9,50             | 5,54             |                  |
| Середня температура, °C                       | −0,2             | 2,00             | 6,70             | 11,28            | 16,40            | 19,49            | 21,20            | 20,86            | 16,86            | 11,31            | 5,40             | 1,40             |                  |
| Середній мінімум, °C                          | −6,2             | −3,98            | 0,72             | 5,30             | 10,41            | 13,52            | 17,07            | 16,72            | 12,74            | 7,20             | 1,27             | −2,7             |                  |
| Норма опадів, мм                              | 44               | 40               | 43               | 52               | 64               | 87               | 66               | 63               | 52               | 58               | 65               | 53               |                  |
| Середньомісячна швидкість вітру, м/с          | 2.20             | 2.41             | 2.70             | 2.60             | 2.30             | 2.14             | 2.10             | 1.92             | 1.90             | 2.03             | 2.20             | 2.20             |                  |
| Середньомісячна сонячна радіація, кДж/м²·день | 4290             | 6963             | 10947            | 15503            | 19281            | 21440            | 22316            | 20386            | 15003            | 9447             | 4844             | 3588             |                  |
| --------------------------------------------- | ---------------- | ---------------- | ---------------- | ---------------- | ---------------- | ---------------- | ---------------- | ---------------- | ---------------- | ---------------- | ---------------- | ---------------- | ---------------- |
| Джерело:                                      |                  |                  |                  |                  |                  |                  |                  |                  |                  |                  |                  |                  |                  |